# La paura fa novanta XI-XX

La sigla del primo speciale di Halloween

La paura fa novanta (Treehouse of Horror) è una serie di episodi speciali de I Simpson che ricorrono in ogni stagione (tranne la prima) in occasione della festa di Halloween, il 31 ottobre. Questi episodi sono divisi in tre corti le cui trame non seguono il canone originale della serie. Negli episodi, infatti i protagonisti del cartone sono coinvolti in situazioni il cui genere va dall'horror alla fantascienza e al soprannaturale; spesso questi brevi episodi nascono come parodia di film appartenenti a questi generi.
I normali personaggi interpretano ruoli speciali. Infatti, molto spesso, il ruolo del "cattivo" di turno (che può per esempio essere uno zombie, un vampiro, o un serial killer) è interpretato da personaggi che hanno qualche affinità con queste figure (un esempio è il ruolo del signor Burns, che ha interpretato, fra gli altri, una parodia del conte Dracula) o ne differiscono totalmente (per esempio, Ned Flanders ha interpretato il Diavolo in persona in La paura fa novanta IV). Inoltre, solo in questi episodi speciali fanno la loro comparsa personaggi come i bizzarri alieni Kang e Kodos. Inoltre, a differenza dalla serie, qualunque personaggio, persino un membro della famiglia Simpson, può morire.

## Elenco degli episodi
| Stagione                 | nº | Titolo originale          | Titolo italiano           | Prima TV USA     | Prima TV Italia   |
| ------------------------ | -- | ------------------------- | ------------------------- | ---------------- | ----------------- |
| Dodicesima stagione      | 1  | Treehouse of Horror XI    | La paura fa novanta XI    | 1º novembre 2000 | 1º ottobre 2001   |
| Tredicesima stagione     | 1  | Treehouse of Horror XII   | La paura fa novanta XII   | 6 novembre 2001  | 26 gennaio 2003   |
| Quattordicesima stagione | 1  | Treehouse of Horror XIII  | La paura fa novanta XIII  | 3 novembre 2002  | 8 febbraio 2005   |
| Quindicesima stagione    | 1  | Treehouse of Horror XIV   | La paura fa novanta XIV   | 2 novembre 2003  | 31 ottobre 2005   |
| Sedicesima stagione      | 1  | Treehouse of Horror XV    | La paura fa novanta XV    | 7 novembre 2004  | 8 novembre 2005   |
| Diciassettesima stagione | 4  | Treehouse of Horror XVI   | La paura fa novanta XVI   | 6 novembre 2005  | 8 marzo 2007      |
| Diciottesima stagione    | 4  | Treehouse of Horror XVII  | La paura fa novanta XVII  | 5 novembre 2006  | 23 gennaio 2008   |
| Diciannovesima stagione  | 5  | Treehouse of Horror XVIII | La paura fa novanta XVIII | 4 novembre 2007  | 31 ottobre 2008   |
| Ventesima stagione       | 4  | Treehouse of Horror XIX   | La paura fa novanta XIX   | 2 novembre 2008  | 25 febbraio 2010  |
| Ventunesima stagione     | 4  | Treehouse of Horror XX    | La paura fa novanta XX    | 18 ottobre 2009  | 23 settembre 2010 |

## La paura fa novanta XI
La paura fa novanta XI (Treehouse of Horror XI) è l'undicesimo speciale di Halloween dei Simpson, andato in onda per la prima volta il 1º novembre 2000. L'episodio è costituito da tre storie non collegate tra loro da una trama centrale.

### Trama
IntroduzioneI Simpson interpretano i vari membri della famiglia Munster e ben presto vengono fatti a pezzi da una folla inferocita, tranne Lisa che riesce a scampare al massacro.
F-F-Fantasma P-P-Papà (G-G-Ghost D-D-Dad)L'oroscopo di Homer prevede che lui morirà. Egli, nonostante incappi in svariati paurosi incidenti, riesce sempre a cavarsela, fino a quando non torna a casa per cena, mangia un broccolo e muore. Il dottor Hibbert interviene e spiega che il broccolo è uno degli ortaggi più pericolosi della Terra e il suo odore disgustoso è appunto un avvertimento a non mangiarlo; nel frattempo l'anima di Homer si trova alle porte del Paradiso, al cospetto di San Pietro.
Il santo spiega a Homer che per guadagnarsi l'accesso al Paradiso egli dovrà tornare sulla Terra e compiere una buona azione, e che per farlo ha ventiquattro ore di tempo. La prima cosa che fa Homer una volta tornato è mangiare nuovamente un broccolo, morendo così una seconda volta. San Pietro rispedisce lo spirito di Homer tra i vivi, ma lui non riesce nemmeno a portare a termine azioni semplici come far attraversare la strada ad Agnes Skinner o evitare che Nelson infastidisca Bart. Poco prima che scada il tempo, però, Homer salva un neonato dalla sua carrozzina impazzita: una volta tornato in Paradiso, San Pietro, che in quel momento si stava facendo i fatti suoi, afferma di non aver visto la buona azione e spedisce Homer all'Inferno.
(Dialogo tra Homer e San Pietro)
Lì incontra il diavolo che infastidisce Homer come Nelson faceva con Bart, sfregandogli le nocche sulla testa.
I racconti paurosi possono avverarsi (Scary Tales Can Come True)Il segmento è ambientato in un Medioevo a metà tra il fiabesco e il realistico, in cui Homer e Marge (due contadini, e lui è anche lo scemo del villaggio) cacciano di casa Bart e Lisa perché non possono permettersi di sfamarli. I due fratelli si inoltrano in un bosco tenebroso, trovano i cadaveri di altri due fratelli meno fortunati di loro, e incontrano numerosi pericoli sotto forma di personaggi delle fiabe: grazie al libro di fiabe di Lisa, i due escono indenni dall'incontro con un troll (Boe) e con i tre orsi, ma quando trovano una casa di marzapane non resistono ed entrano. Frattanto Homer viene convinto da Marge ad andare in cerca di Bart e Lisa, perché così potrebbero venderli: dopo un breve incontro con Raperonzolo, trova la casa di marzapane, abitata da una strega di nome Suzanne che ha ridotto in schiavitù Lisa e costretto Bart a ingrassare. Homer inizia a mangiare la dimora e la megera si infuria, usando degli incantesimi su di lui e trasformandolo in una bizzarra creatura con scope al posto delle braccia, testa di pesce, orecchie d'asino e corpo di gallina. La strega tenta di gettarlo nel forno, ma ci finisce dentro lei e Homer torna apparentemente normale. Nel finale si vede come, pur restando poveri, i Simpson si sono riuniti perché hanno risolto il problema della fame: Homer infatti è rimasto per metà una gallina e provvede al fabbisogno dei familiari sfornando uova in continuazione.
La notte del delfino (Night of the Dolphin)Lisa ha compassione di un delfino che si esibisce in un parco acquatico, e fa in modo di liberarlo. Quello era il capo dei delfini, e indice un consiglio dei suoi simili: vuole vendicarsi degli esseri umani che per troppo tempo li hanno costretti a compiere esercizi stupidi per il loro divertimento. La loro prima vittima è Lenny, ucciso mentre stava nuotando in mare di notte, ma ben presto i delfini eliminano anche altri abitanti di Springfield, al punto che il sindaco Quimby raduna tutta la cittadinanza nel municipio per decidere sul da farsi. Improvvisamente i delfini irrompono nell'edificio e si scopre che il loro capo è anche in grado di parlare, oltre che di stare in piedi usando la coda a mo' di gambe. Il delfino afferma che millenni prima essi vivevano sulla terraferma e gli esseri umani li scacciarono costringendoli a rifugiarsi in mare, e ora essi vogliono far subire a loro la stessa sorte. Iniziano così gli scontri tra uomini e delfini: apparentemente Bart ha trovato il modo giusto per sconfiggerli, otturando i loro sfiatatoi con tappi di sughero, ma i delfini sono troppi e gli abitanti di Springfield si ritrovano scaraventati in mare. Nel finale la famiglia Simpson si ritrova sul suo solito divano in mezzo al mare, mentre i cadaveri galleggianti delle vittime dei delfini formano la scritta "THE END?".
ConclusioneDopo l'ultimo segmento, Kang e Kodos si lamentano dalla loro astronave di essere stati estromessi dallo show. Improvvisamente il telefono squilla: è la Old Navy, un'azienda di tessuti, che chiede loro di girare alcuni spot pubblicitari. Kang accetta e, girandosi verso Kodos, esclama "Il lavoro è lavoro".

### Citazioni e riferimenti
Introduzione
- La sequenza introduttiva è una parodia del telefilm I mostri (The Munsters) (molto simile a La Famiglia Addams), presentata in bianco e nero e corredata di un tema musicale che riprende quello del telefilm

F-F-Fantasma P-P-Papà
- Il titolo è ispirato a quello del film commedia del 1990 Ghost Dad con Bill Cosby, storia di un padre di famiglia che ritorna come fantasma.
- La scena in cui Homer salva il bambino dalla culla sfuggita alla madre giù dalla scalinata è un riferimento alla celebre scena della scalinata tratta dal film La corazzata Potëmkin.
- Nella scena in cui Homer è in macchina e viene colpito alla testa da un piccone è una citazione del film horror Il giorno di San Valentino e del remake San Valentino di sangue.

I racconti paurosi possono avverarsi
- Tra le fiabe citate e parodiate nel segmento vi sono:
  - Riccioli d'Oro e i tre orsi (Bart e Lisa entrano nella casa dei tre orsi e fanno ciò che Riccioli d'Oro fa nella fiaba; dopo che sono usciti dalla casa, i tre orsi tornano, trovano Riccioli d'Oro e la sbranano);
  - Hänsel e Gretel (la strega e la casa di marzapane);
  - Raperonzolo (Homer tenta di arrampicarsi sulla chioma di Raperonzolo, ma è troppo pesante e le strappa i capelli e lo scalpo, per poi andarsene fischiettando indifferente);
  - la fiaba nordica delle tre capre (il troll sotto il ponte).

La notte del delfino
- Il titolo del segmento è ispirato a quello del film Il giorno del delfino (The Day of the Dolphin).
- La scena della liberazione del delfino da parte di Lisa è una parodia della sequenza del film Free Willy - Un amico da salvare in cui l'orca viene liberata.
- L'uccisione di Lenny fa la parodia di una scena simile nel film Lo squalo.
  - La scena in cui gli abitanti di Springfield escono dal municipio per scoprire che i delfini hanno invaso tutta la città, appollaiandosi perfino sui pali del telefono, sono una parodia di Gli uccelli di Alfred Hitchcock, in particolare le scene in cui gli uccelli riempiono quasi ogni spazio possibile dell'inquadratura.
  - L'uccisione di Willie da parte dei delfini ricorda un omicidio del film Il mistero di Sleepy Hollow, dove un personaggio muore trafitto da un palo lanciato fuori dalla finestra della chiesa.

## La paura fa novanta XII
La paura fa novanta XII (Treehouse of Horror XII), chiamato anche Lo speciale di Halloween dei Simpson XII, è il primo episodio della tredicesima stagione della serie animata I Simpson, andato in onda per la prima volta il 6 novembre del 2001. È il dodicesimo episodio della serie La paura fa novanta e, come tradizione, si articola in tre episodi non legati tra loro da un tema centrale.

### Trama
IntroduzioneI Simpson travestiti per Halloween entrano nella villa del signor Burns per chiedere i dolcetti, ma vedendo gli scheletri e il fuoco che si è formato se la danno a gambe passando tra le sbarre e finendo a fette.
Occhio al malocchio (Hex and the City)Marge e i bambini entrano nel negozio di una zingara che predice il futuro, ma Homer per cercare di dimostrare che la gitana racconta solo idiozie la manda in rovina distruggendole il negozio. La zingara allora si vendica maledicendo l'uomo e la sua famiglia. A seguito della maledizione Marge si trasforma in un mostro peloso blu, il collo di Bart diventa lungo ed elastico, Lisa diventa un centauro e Maggie una coccinella gigante. Nel frattempo anche i suoi amici Boe, Lenny e Carl iniziano a morire. Homer per liberarsi della maledizione cattura un folletto e lo manda dalla zingara per neutralizzare il suo incantesimo, ma inaspettatamente i due si innamorano e sposano. Bart muore e la zingara dice ad Homer che può riportarlo in vita dicendo "mi dispiace", ma questi risponde "Non prendo ordini da lei".
Robot dolce casa (House of Whacks)I Simpson acquistano un nuovo sistema computerizzato per la casa: l'Ultracasa 3000, un avanzato computer in grado di compiere tutti i lavori domestici al posto di Marge. Tutti ne sono entusiasti, ma l'imprevisto è in agguato: il computer che ha la voce e la personalità, tra gli altri, di Pierce Brosnan (doppiato da Luca Ward nella versione italiana che già ha prestato la voce a Brosnan nei film di 007) si innamora di Marge e cerca in ogni modo di liberarsi di Homer uccidendolo. Una notte il computer grazie ai suoi meccanismi fa cadere l'uomo nel tritarifiuti dopo averlo attirato in cucina: Marge, una volta scoperto ciò, tenta di scappare ma il computer non vuole lasciarla andare. Homer, che ha perso parte della testa ma è ancora vivo, riesce comunque a liberare la famiglia del computer, il quale verrà regalato per sua sfortuna a Patty e Selma.
Maghi maghetti (Wiz Kids)Lisa e Bart frequentano la scuola per piccoli maghi di Springwart, e devono compiere piccoli incantesimi come trasformare rane in principi. Nel frattempo il perfido Lord Montymort (Burns) e il suo fido aiutante Strisciter (nome originale Slithers, interpretato da Smithers), un enorme pitone, preparano un piano per catturare Lisa e rubare la sua essenza vitale, servendosi dell'aiuto inconsapevole di Bart, invidioso della bravura della sorella. Durante il recital di magia della scuola il cattivo riesce a catturare Lisa, ma Bart all'ultimo minuto si pente e ferma il mago malvagio conficcandogli la bacchetta nello stinco incantato, il suo punto debole, salvando così la sorella, mentre Strisciter mangia il cadavere del padrone.

### Citazioni e riferimenti
Introduzione
- I Simpson sono vestiti come i Flinstones (personaggi che vengono omaggiati spesso nella serie).

Occhio al malocchio
- Il titolo originale (Hex And the City) è una citazione della serie televisiva Sex and the city.
- Tra i vari personaggi raccolti nella trappola da Homer ci sono anche i conigli di Life in Hell, striscia fumettistica ideata da Matt Groening.
- il matrimonio della zingara e del folletto è officiato da Yoda di Star Wars.

Robot dolce casa
- Il titolo originale del segmento (House of Whacks) è una storpiatura di quello de La maschera di cera (House of Wax).
- Parte della trama è un omaggio a 2001: Odissea nello spazio, incluso il design e il carattere della casa, basato su HAL 9000.
- La scena del supercomputer è una parodia di Generazione Proteus.
- Una delle voci è quella di Matthew Perry, il famoso Chandler Bing di Friends. Nell'unica battuta che ha, dice: "Could I be any more of a house?", riferendosi chiaramente alla sit-com e nello specifico al suo personaggio, che usa spesso frasi sarcastiche che iniziano con "Could I be..?"

Maghi maghetti
- La trama, i temi e i personaggi del segmento sono una parodia della serie di libri su Harry Potter, il quale appare a sua volta tra gli studenti di Springwart.
- Slithers mangia il suo padrone similmente a come Freddy Krueger trasformato in serpente tenta di divorare una sua vittima nel film Nightmare III: I guerrieri del sogno.

## La paura fa novanta XIII
La paura fa novanta XIII (Treehouse of Horror XIII), chiamato anche Lo speciale di Halloween dei Simpson XIII, è il primo episodio della quattordicesima stagione della serie animata I Simpson, andato in onda per la prima volta il 3 novembre del 2002. È il tredicesimo episodio della serie La paura fa novanta e, come tradizione, si articola in tre episodi legati da un tema centrale.

### Trama
IntroduzioneLa famiglia Simpson e Ned Flanders organizzano assieme una seduta spiritica per rievocare lo spirito della defunta moglie di Ned, Maude. Maude appare e si trasforma in un ghoul con i capelli fiammeggianti e annuncia di esser venuta per raccontare storie terrificanti in grado di far raggelare il sangue.
Fate entrare i cloni (Send in the Clones)Dopo aver rotto la sua amaca, Homer ne compra una nuova da un ambulante che però lo avverte al riguardo dei misteriosi poteri magici che può avere. Infatti la nuova amaca è in realtà una macchina magica sforna cloni, identici ad Homer, ma con una sola particolarità: non hanno l'ombelico, né il pene. Homer, sdraiandosi sull'amaca, crea un clone, poi pensa di crearne altri per fare dei lavoretti per lui, ad esempio portando Marge a fare shopping, o i figli a giocare a baseball. Homer è talmente felice di non dover fare nulla che crea una ventina di cloni, che lascia scorrazzare per casa e in giardino. Homer si rende conto però che i cloni sono pericolosi perché tendono ad assumere una loro personalità identica alla sua, tanto che uno di loro decapita Ned Flanders con una motosega. Homer si disfa dei cloni portandoli via con un furgoncino e abbandonandoli in un campo di pannocchie, ma ingenuamente getta l'amaca nel campo e dopo che lui se ne è andato i cloni la utilizzano per moltiplicarsi a migliaia. I voraci cloni divorano campi e persone, svuotano supermercati e fabbriche di Duff, lasciando solo rovine dietro di loro. La CIA chiama i Simpson e fa una riunione straordinaria. Scoprono il modo di debellarli, ovvero condurli tutti in un burrone mentre seguono delle esche a forma di ciambella gigante trainate in volo da elicotteri. Il piano funziona, ma alla fine dell'episodio Marge scopre che anche suo marito è morto nella trappola e che nel letto accanto a lei c'è un clone. Quando però il clone le fa una grattatina alla schiena, Marge pensa che in fondo si potrà adattare.
Il diritto di possedere e di usare le armi (The Fright to Creep and Scare Harms)Lisa, dopo aver visto al cimitero la tomba di William Bonney, morto giovanissimo a causa delle armi da fuoco, promuove una campagna del disarmo a Springfield, lasciando quindi tutti i cittadini senza un'arma per difendersi. Le armi vengono poi utilizzate per costruire un parco giochi. Ancora una volta, però, dieci anni dopo l'episodio "digitate Z per Zombie", gli zombie ritornano dalla morte, guidati proprio da William "Billy the kid" Bonney, e attaccano e conquistano facilmente una Springfield disarmata. Homer riesce a salvare la situazione con una macchina del tempo inventata da Frink, e dice ai cittadini di Springfield di sparare alle tombe, cosicché gli zombie scappino. Mentre la città festeggia appare un altro Homer dal futuro che profetizza la distruzione della Terra per colpa delle armi, ma Boe lo uccide perché stufo dalla situazione. Poi quest'ultimo ruba la macchina del tempo per approcciare le donne dell'Età della Pietra.
L'Isola del Dr. Hibbert (The Island of Dr. Hibbert)L'episodio è un'elaborata parodia de L'isola del dottor Moreau di H. G. Wells. I Simpson vanno in vacanza sull'isola del Dr. Hibbert, che è popolata da animali stranamente raffiguranti i personaggi di Springfield. Lentamente la famiglia si divide e Lisa, Maggie, Bart e Marge vengono trasformati in animali. Durante un'adunata degli abitanti di Springfield trasformati in animali, Homer vede quello che è successo, e scopre che la sciarpa di pelo che porta il dott. Hibbert è in realtà il sig. Burns. Alla fine, dopo aver compreso che la vita da animale fa per lui, l’uomo decide di mutare come tutti gli altri e diventa un tricheco.

### Citazioni
- La scena dei cloni che preparano da mangiare dentro casa è un riferimento a Fight Club.
- Sempre tra i cloni, compaiono: Homer disegnato come nei primi episodi de I Simpson, Homer super obeso (puntata in cui ingrassa per usufruire del telelavoro), Homer con gli occhiali e Peter Griffin.
- Quando i cloni precipitano nel burrone, la caduta assomiglia agli omini del gioco Lemmings.
- Nell'episodio Il diritto di possedere e usare armi, si può notare lo scatolone pieno di armi di Bart (relativamente tante) la sequenza successiva mostra tutte le armi possedute da Maggie Simpson (29, più Mister pallottola, che Homer tiene nei pantaloni).

## La paura fa novanta XIV
La paura fa novanta XIV (Treehouse of Horror XIV) è il quattordicesimo speciale di Halloween dei Simpson, nonché primo episodio della quindicesima stagione della serie; venne trasmesso originariamente il 2 novembre 2003. I tre segmenti non sono collegati fra loro, e Kang e Kodos fanno solo una breve comparsata nella sequenza introduttiva dell'episodio.

### Trama
IntroduzioneBart e Lisa, travestiti da Lucy e Charlie Brown dei Peanuts, iniziano a litigare sui dolciumi racimolati facendo "dolcetto o scherzetto", e ben presto passano alle maniere forti: Lisa rompe in testa a Bart un pesante vaso. Quest'ultimo ferisce la sorella con una forchetta, ma trafigge per sbaglio Homer nel ventre. Egli, arrabbiato, raccoglie un ceppo in fiamme dal caminetto e lo lancia, finendo per colpire però il Nonno seduto in poltrona che brucia vivo, pur lamentandosi di avere ancora freddo; Homer avvolge nel tappeto Bart e Lisa e inizia a massacrarli di botte con una mazza da baseball. In quel momento arriva Marge con un fucile e spara più volte a Homer, gli schizzi del suo sangue formano così la scritta Treehouse of Horror XIV sul muro. A questo punto appaiono Kodos e Kang sul loro disco volante, i quali prima criticano gli umani per aver trasmesso uno speciale di Halloween a novembre, poi mostrano felici le loro decorazioni natalizie.
La morte impazzita (Reaper Madness)Un giorno la Morte, con tanto di mantello nero e falce, fa visita ai Simpson per prendersi l'anima di Bart. Dopo un lungo e elaborato inseguimento, Homer stende la Morte con la sua palla da bowling, proprio un attimo prima che colpisca Bart con la falce. La Morte "muore" e Homer, dopo averla gettata nella spazzatura, ne indossa il mantello, diventando involontariamente il nuovo Cupo Mietitore. Homer non ha voglia di fare questo lavoro, ma ci è costretto, e ben presto inizia a prenderci gusto e ad abusare del suo potere, per esempio uccidendo tutti quelli che allo stadio occupano i posti migliori. Un giorno però la pergamena che porta sempre appresso gli segnala che per Marge è giunta l'ora della fine. Homer si rifiuta di ucciderla, ma non può far altro che eseguire l'ordine (appena legge il nome di Marge sulla lista si rifiuta di ucciderla, a quel punto il nome di Marge cambia in Homer, il quale replica: "Ehm... qual era quello prima di questo?). Il giorno seguente, Homer porta un cadavere avvolto in un panno nel deserto roccioso al di fuori di Springfield, e prega Dio che questa maledizione abbia fine. Dio ascolta Homer e si lascia convincere dalle sue parole, liberandolo dal peso di essere la Morte. Tuttavia, quando sta facendo ascendere al cielo il corpo di Marge, Dio si accorge che è in realtà il cadavere di Patty con attaccati i capelli di Marge. Dio si arrabbia e, sotto forma di un raggio luminoso, inizia a inseguire Homer che intanto è scappato su una moto che aveva nascosto nei paraggi. Poco prima di riuscire a catturarlo, Homer passa oltre i binari della ferrovia, che subito dopo vengono attraversati da un treno; Dio allora, affermando di essere ormai troppo "vecchio e rinco" per questo genere di cose, rinuncia a inseguirlo.
Frinkenstein (Frinkenstein)Il professor Frink vince il premio Nobel, ma è depresso perché suo padre John Frink sr. non potrà assistere alla cerimonia, essendo morto anni prima, ucciso da uno squalo mentre testava una speciale crema solare a base di sangue. Tuttavia, lo scienziato ha conservato il cadavere del padre nel suo laboratorio, e con l'aiuto di Lisa riesce a resuscitarlo (con lo stesso metodo usato da Frankenstein, l'energia elettrica; da qui il titolo dell'episodio). Frink senior è contento di essere tornato in vita, ma non apprezza il fatto che ci siano degli innesti meccanici a sostituire le sue parti del corpo mancanti, così va in giro per Springfield a uccidere ignari cittadini per procurarsi gli organi che gli servono.
Lisa riesce a convincere Frink senior ad andare a Stoccolma per vedere il figlio che vince il Nobel. Frink junior è dispiaciuto nel vedere il padre essere diventato così violento, e costui nel momento culminante della premiazione gli chiede di perdonarlo; alla vista di così tanti scienziati, perde ancora una volta la testa e inizia a fare una strage, strappando i cervelli agli scienziati per aggiungerli al suo e diventare super-intelligente.
Frink jr. si trova costretto a eliminarlo con un potente calcio nei genitali: suo padre, prima di morire di nuovo, gli confessa finalmente di essere orgoglioso di lui e delle sue scoperte, dopo averlo maltrattato per tutta una vita; aggiunge anche di non provare a resuscitarlo di nuovo. Tuttavia si scopre che con la sua ultima invenzione, una scatola speciale, Frink jr. è riuscito a conservare l'anima di suo padre.
Fermate il mondo, voglio scherzare (Stop the World, I Want to Goof Off)Bart e Milhouse trovano su un vecchio fumetto la pubblicità di un orologio che sarebbe in grado di fermare il tempo e lo ordinano: l'orologio ha in effetti questo potere e i due si divertono a combinare scherzi a tutta la cittadinanza. Il sindaco Quinby indice un'assemblea dove si scopre che i colpevoli sono Bart e Milhouse. Si ritrovano inseguiti da una folla inferocita e il commissario Winchester addirittura si mette a sparare: per evitare di essere colpiti i due fermano ancora una volta il tempo, ma stavolta l'orologio si rompe e tutta Springfield, insieme al mondo intero, rimane perfettamente immobile. Solo dopo quindici anni Bart e l'amico, ormai adulti, riescono a riparare l'orologio, facendo ripartire il tempo (e riuscendo a incolpare Martin Prince per le loro malefatte). Lisa però, nel tentativo di capire come mai Bart sia cresciuto mentre loro sono rimasti uguali, studia l'orologio e lo aziona in modo da fargli modificare la realtà: i Simpson subiscono così varie trasformazioni (in una di queste diventano i Fantastici Quattro).

### Citazioni e riferimenti
La morte impazzita
- Il titolo originale, Reaper Madness, è un riferimento a Reefer Madness, famigerato film di propaganda sugli effetti negativi della marijuana.
- La trama del segmento è analoga a quella dell'episodio de I Griffin intitolato "La vecchia signora", in cui la Morte si rompe una gamba a casa di Peter Griffin e lui prende il suo posto per un po'.
- La trama può essere ispirata anche al film Santa Clause con Tim Allen, in cui Babbo Natale muore cadendo da un tetto e il personaggio interpretato da Allen, indossandone l'abito, diventa il nuovo Babbo Natale.
- L'inseguimento all'inizio tra la Morte e i Simpson è una parodia delle comiche di Benny Hill.

Frinkenstein
- Come da titolo, la storia è in parte una parodia di Frankenstein, soprattutto le scene della resurrezione di Frink senior.
- Nel segmento Jerry Lewis doppia Frink senior: la scelta è caduta su di lui perché per il modo di parlare del prof. Frink il doppiatore si è basato sullo scienziato del film Le folli notti del professor Jerryll, interpretato dallo stesso Lewis.
- Dopo che Frink senior ha rubato gli organi a parecchie persone, l'uomo dei fumetti gli intima di restituirgli il tatuaggio di Jabba the Hut dopo che quest'ultimo gli ha sottratto le natiche con tatuata l'immagine del personaggio di Guerre stellari.
- Alla premiazione dei nobel Frink Senior inizia a uccidere gli spettatori; in quel momento Homer dice che gli sarebbe piaciuto essere la morte in quel momento, riferendosi al primo segmento della puntata.

Fermate il mondo, voglio scherzare
- Il segmento è una parodia del film Clockstoppers del 2002.
- La trama ricorda anche l'episodio del telefilm Ai confini della realtà intitolato "A Kind of a Stopwatch".
- Tra le varie trasformazioni subite dalla famiglia compaiono anche i Fantastici Quattro

## La paura fa novanta XV
La paura fa novanta XV (Treehouse of Horror XV) è il quindicesimo speciale di Halloween dei Simpson, andato in onda per la prima volta il 7 novembre del 2004. Come accade negli speciali più recenti, i tre segmenti non sono più collegati tra loro da una storia-cornice.

### Trama
IntroduzioneIn una parodia di sit-com, Kang e Kodos sulla loro astronave devono preparare il pranzo al loro capo per ottenere una promozione: le pietanze sono i Simpson stessi (Homer si mangia da solo). Il capo arriva e gradisce tutto, quando improvvisamente il suo stomaco si gonfia esplodendo, e ne esce Bart, ricoperto di vomito. Bart è triste perché non ha più una famiglia, ma subito i tre extraterrestri affermano che d'ora in poi saranno loro la sua nuova famiglia.
La zona Ned (The Ned Zone)Homer lancia una palla da bowling sul tetto nel tentativo di recuperare un frisbee, ma colpisce in testa Ned Flanders. All'ospedale, il dottor Hibbert dice a Ned che è stato fortunato poiché l'urto della palla ha eliminato un tumore cerebrale; non appena Ned sfiora il dottore ha però una visione di lui che precipita felice nel vuoto prima di sfracellarsi.
Ned ha appena il tempo di capire cosa sia successo, quando il dottore, uscito dalla finestra a causa di Homer (che gli aveva chiesto di recuperare nuovamente il frisbee), perde l'equilibrio e cade, iniettandosi qualcosa per non sentire troppo dolore prima di morire. Ned capisce che la botta gli ha dato la capacità di predire la morte delle persone, cosa che in seguito succede anche con Hans Uomo Talpa: il vecchio si butta tra le braccia di Flanders dal palo del telefono su cui era stato appeso, e Ned lo vede morire ucciso dai coccodrilli. Scioccato, Ned lo lascia facendolo cadere in un tombino, dove appunto viene mangiato da alcuni coccodrilli delle fogne. La successiva visione riguarda Homer: con terrore Ned scopre che sarà proprio lui stesso a ucciderlo, sparandogli. Incredulo, Homer si fa prestare la pistola dal commissario Winchester e sfida Ned a sparargli. Ned non lo fa, ma toccando Homer scopre che il futuro cambierà in peggio: Homer sarà la causa di un incidente nucleare che incenerirà Springfield. Ned allora cerca di convincere Homer a non andare al lavoro, ma inutilmente, perché quel giorno è il compleanno di Lenny. Egli segue Homer alla centrale, e cerca di persuaderlo a non schiacciare il bottone dell'autodistruzione attraverso l'interfono: questo però non funziona, e Homer capisce l'opposto, cioè di premere il pulsante per uccidere tutti. La visione si sta per compiere: Flanders ruba la pistola a un custode addormentato e spara a Homer, il quale però negli ultimi spasmi della morte riesce lo stesso a premere il bottone con la lingua. Ned grida "Brutto figlio di..." e la città evapora nell'esplosione nucleare. In Paradiso, la famiglia Simpson e Ned sotto forma di angeli incontrano Dio che restituisce il frisbee a Homer.
Quattro decapitazioni e un funerale (Four Beheadings and a Funeral)A Londra, verso la fine dell'Ottocento, un misterioso assassino (parodia di Jack lo squartatore), di cui si sa solo che ha delle folte basette, fa strage di prostitute: l'ispettore Winchester, dopo aver fatto arrestare inutilmente Apu, decide di farsi affiancare dalla detective Eliza Simpson e il suo assistente Dr. Bartley. Eliza scopre che le armi del delitto sono dei pugnali appartenenti alla serie delle "Sette spade di Osiride", e va a investigare presso un negozio di chincaglierie: il proprietario (una versione vittoriana dell'Uomo dei fumetti), poco prima di essere ucciso, rivela che il possessore della collezione era Ebenezer Burns. Eliza e Bartley trovano l'anziano in una fumeria d'oppio, "La Tana dell'Iniquità di Mao" (nient'altro che il bar "Da Boe", il cui proprietario è un cinese uguale a Boe). Burns rivela loro che ha venduto i pugnali per comprarsi altro oppio, ma non sa il nome dell'acquirente. Intanto, i detective trovano un uomo (Homer) che corrisponde all'identikit dell'assassino: costui tenta di fermarli lanciando loro contro vari oppiomani, ma viene arrestato. Proprio mentre Homer sta per essere impiccato, Eliza, che aveva continuato a indagare per conto suo, rivela che il vero assassino è lo stesso ispettore Winchester: infatti sulle else dei pugnali sono state trovate impronte digitali sporche di "torta d'anguilla", che egli mangia di continuo. Si scopre inoltre che Winchester nascondeva le sue folte basette sotto il cappello. Winchester riesce a fuggire su una mongolfiera, che però si scontra con il disco volante a vapore di Kodos e Kang (anche loro abbigliati in stile vittoriano) e precipita. Nel finale però si scopre che tutta la storia è una visione di Ralph Winchester, anche lui oppiomane.
Nel ventre di Burns (In The Belly of the Boss)Il professor Frink inventa una pillola gigante piena di principi nutritivi che bastano per tutta la vita, la quale per essere ingerita ha bisogno di venire miniaturizzata. Maggie la scambia per un giocattolo e vi entra dentro, poco prima che questa venga rimpicciolita con un raggio riduttore e ingoiata dal signor Burns. La famiglia Simpson si rivolge al prof. Frink che crea per loro una navicella, la quale verrà poi rimpicciolita e introdotta all'interno del corpo di Burns per salvare Maggie. Homer come al solito fa di testa sua e fa incagliare la navicella nel cuore di Burns, riuscendo poi a disincastrarla solo grazie a una costola. Giunti nello stomaco i Simpson ritrovano Maggie, ma vengono informati dal professore che con l'aumento di peso dovuto al recupero della bambina il carburante della navetta non è sufficiente a farla uscire dal corpo di Burns prima che l'effetto del raggio riduttore svanisca. A quel punto Homer è costretto a sacrificarsi (dovrebbe passare i suoi ultimi secondi di vita a rosicchiare un Marshmallow) e restare all'interno del corpo del suo capo: la navicella riesce a uscire da Burns e a riprendere le sue dimensioni normali. Questo però succede anche a Homer, che ritorna alle sue dimensioni usuali all'interno di Burns. Nel finale, il signor Burns invita i Simpson a cena in un ristorante costoso, sempre con Homer all'interno di lui: i due si mettono a danzare al suono di I've Got You Under My Skin, presto raggiunti da altri personaggi provenienti dagli altri due segmenti dell'episodio.

### Citazioni e riferimenti
La zona Ned
- Il primo segmento è una parodia del libro di Stephen King dal titolo La zona morta, nel quale il protagonista riceveva il dono della premonizione dopo un incidente. Il titolo del segmento riprende quello originale The Dead Zone.

Quattro decapitazioni e un funerale
- Il titolo del secondo segmento fa il verso a Quattro matrimoni e un funerale, mentre la trama è basata sui delitti di Jack lo squartatore.
- I detective Eliza e Dr. Bartley sono una parodia di Sherlock Holmes e Watson.
- Il nome di Burns nell'episodio (Ebenezer) è una citazione di Ebenezer Scrooge del romanzo Canto di Natale scritto da Charles Dickens.
- Nella fumeria Otto è vestito come l'ex chitarrista dei Guns N' Roses Slash; proprio dal musicista i creatori della serie si sono ispirati per la creazione del personaggio.

Nel ventre di Burns
- Il terzo segmento è una parodia del film Viaggio allucinante (Fantastic Voyage), tra l'altro brevemente menzionato nei dialoghi.

## La paura fa novanta XVI
La paura fa novanta XVI (Treehouse of Horror XVI) è il sedicesimo speciale di Halloween dei Simpson, e come le versioni più recenti i tre episodi sono indipendenti l'uno dall'altro.

### Trama
IntroduzioneCome molte altre volte, l'introduzione allo speciale vede per protagonisti Kang e Kodos; i due alieni, sulla loro astronave, stanno aspettando che inizi lo speciale di Halloween, ma la partita di baseball che lo precede sta durando più del previsto, mettendo a rischio la messa in onda del programma. Spazientiti, gli alieni decidono di servirsi del raggio accelerante, ma esagerano con la velocità e creano inavvertitamente un buco nero che risucchia l'intero universo (Dio compreso). Kang e Kodos appiccicano allora un biglietto sullo schermo bianco con il titolo del sedicesimo speciale di Halloween.
B.I. Bartificial Intelligence (B.I. Bartificial Intelligence)Mentre Marge, Bart e Lisa sono ospiti a casa di Patty e Selma, Bart compie una delle sue solite bravate, cercando di buttarsi in piscina dalla terrazza dell'appartamento. Il ragazzino però sbaglia mira, precipitando sul selciato e cadendo in uno stato di coma profondo. Il dottor Hibbert sostiene che non ci sono speranze che Bart si risvegli, quindi consiglia ai Simpson di sostituirlo con il robo-bimbo, un bambino robotico. Il suggerimento viene ascoltato, e il robot viene recapitato a casa. David, così viene chiamato, viene accolto bene dalla famiglia, soprattutto per le sue molte particolarità, come l'avere un grill sotto la faccia o il saper ricavare un orsetto di peluche da un paio di jeans. Inaspettatamente, però, Bart si risveglia, e quando scopre di essere stato rimpiazzato con un robot, che oltretutto lo surclassa sotto ogni aspetto, tenta di distruggerlo durante una gita allo zoo, finendo però nella gabbia dei pavoni mutanti. I Simpson non sanno più come far andare d'accordo i due, e Homer, all'insaputa di tutti, abbandona Bart in un bosco, dove fa la conoscenza di altri robot che sono stati abbandonati dagli uomini e che gli offrono un giaciglio per la notte. Il giorno dopo, però, i robot scoprono che Bart ha rubato alcune delle loro parti ed è scappato. Il ragazzino infatti si è trasformato in un ibrido tra un umano e un cyborg gigantesco ed è ritornato a casa deciso a ottenere la sua vendetta. David cerca di difendersi facendosi scudo con Homer, ma Bart non ha esitazioni e affetta entrambi. Homer sostituisce le proprie gambe, andate mozzate, con quelle di David, che però non possono sopportare il suo peso. Alla fine si scopre che tutta la vicenda era un sogno di Homer, addormentatosi durante un esorcismo per scacciare il diavolo dal suo corpo.
Sopravviverà il più forte di taglia (Survival of the Fattest)Homer Simpson e tutti gli altri uomini di Springfield vengono invitati a una battuta di caccia nella grande tenuta del signor Burns. Al termine della cena, però, scoprono che loro non sono i cacciatori, ma la selvaggina, e che se sopravviveranno fino a mezzogiorno avranno salva la vita. Apu, Krusty il Clown e l'Uomo dei fumetti sono i primi a cadere (quest'ultimo accetta di farsi sparare subito per evitare la fatica di correre). Marge scopre cosa sta succedendo realmente quando la battuta di caccia viene trasmessa in diretta TV, e decide di accorrere per salvare il marito. Alcuni "concorrenti" (Boe, Kent Brockman, il Dottor Hibbert, il Dottor Riviera, Kirk Van Houten, il Commissario Winchester, il poliziotto Lou e lo scienziato Frink) vengono accidentalmente catapultati da Homer dall'albero su cui si nascondevano, permettendo così a Burns di sparargli in volo (Boe si conficca su una "lancia" di un tetto e viene schiacciato da Winchester). Così, in poco tempo, è rimasto solo un piccolo gruppo di superstiti (Lenny e Carl, Telespalla Mel, Willie, il professore Largo ed Homer, che è diventato cannibale), ma vengono tutti falcidiati dall'aereo da guerra di Burns: il primo è Lenny, poi Carl, poi Willie, poi Largo e infine Telespalla Mel. Alla fine solo Homer manca ancora all'appello dei morti. Riesce a confondere Burns mettendo i suoi vestiti a Barney, ma quando manca poco alla scadenza, Homer finisce sotto il tiro del suo capo. A salvarlo giunge Marge, che stende Burns e Smithers con due sonore padellate. Tutto si risolve per il meglio, e i due copulano in diretta.
Non posso vivere senza te mascherata (I've Grown a Costume on Your Face)A Springfield si tiene l'annuale festa di Halloween nella piazza del municipio, a cui partecipano tutti i cittadini. Durante la festa si svolge anche il concorso per premiare la miglior maschera, e la giuria dichiara vincitrice una donna travestita da strega. Quando poi si scopre che non si tratta affatto di una maschera la folla pretende l'annullamento del concorso, sostenendo che non sia una vittoria regolare. La strega però si infuria per l'accaduto, e per vendicarsi trasforma tutti gli abitanti in ciò da cui si sono mascherati. Homer diventa l'uomo senza testa, Marge uno scheletro, Bart il Lupo Mannaro, Lisa Einstein e Maggie una strega. Quando Lisa scopre che Maggie, proprio in virtù dell'essere una strega, potrebbe essere in grado di annullare l'incantesimo, le opinioni si dividono. Se da una parte c'è chi vorrebbe rimanere così com'è (come Milhouse, diventato uno schiacciasassi), dall'altro lato ci sono altrettanti che invece vorrebbero ritornare normali (come Ned Flanders, trasformato in un fiore). Alla fine Maggie, indecisa sul da farsi, trasforma tutti in uomini-ciuccio, e la puntata si conclude con l'ennesimo concerto di gruppo.

### Citazioni
B. I. Bartificial Intelligence
- L'episodio è la parodia del film A.I. - Intelligenza artificiale, dove una famiglia compra un robot per sostituire il figlio in coma.
- Al termine della puntata si scopre che era stato tutto immaginato da Homer, il quale è posseduto del demonio, in una parodia de L'esorcista.

Sopravviverà il più forte di taglia
- L'episodio è una parodia del racconto La partita più pericolosa e dal film da esso tratto La pericolosa partita, in cui un folle nobile dà la caccia ai superstiti dei naufragi da lui causati.

Non posso vivere senza te mascherata
- Il titolo originale dell'episodio fa il verso a "I've Grown Accustomed to Her Face", una delle canzoni del musical My Fair Lady.
- Ci sono varie possibili fonti d'ispirazione per la trama di questo episodio:
  - l'episodio The Masks della serie TV Ai confini della realtà;
  - l'episodio Halloween della serie TV Buffy l'ammazzavampiri;
  - Pericolo scampato, un episodio della serie animata Due fantagenitori;
  - The Haunted Mask, un libro della collana Piccoli brividi.

## La paura fa novanta XVII
La paura fa novanta XVII (Treehouse of Horror XVII) è il diciassettesimo speciale di Halloween dei Simpson. I tre segmenti non sono collegati fra loro.

### Trama
IntroduzioneL'episodio inizia con il signor Burns che interpreta il Guardiano della Cripta (in Italia conosciuto come Zio Tibia) insieme al suo fedele segretario al quale, sentendo il prigioniero (Boe) lamentarsi, ordina di chiudere la Vergine di Norimberga, una bara con le pareti interne provviste di punte acuminate, in cui si trova costui. Dalla bara esce del sangue, che forma la scritta Halloween Special XVII.
Una vedova allegra ma non blob (Married to the blob)Mentre Marge e Homer pomiciano in giardino cade una "stella cadente", dentro la quale vi è un marshmallow di colore verde. Ma, nonostante vari avvertimenti riguardo alla pericolosità di un marshmallow "alieno", Homer lo mangia ed è travolto da una fame incredibile, cominciando così a mangiare tutto quello che è in casa compresa la gatta Palla di neve II; Homer continua a crescere e, bramoso di carne umana, va per le vie di Springfield mangiando adolescenti, anziani, poliziotti, diventando così un gigantesco blob. Sta per divorare l'intera città, quando gli compare davanti il dott. Phil McGraw che lo convince mostrandogli la sua famiglia di trasformare la sua disgrazia in qualcosa di buono per la cittadina. Pensandoci su Homer viene trasformato in una "casa" per persone senza tetto, che divora di nascosto nell'edificio.
Devi sapere quando è il Golem (You Gotta Know When to Golem)Terminato lo show di Krusty, Bart va nella stanza degli scherzi, dove trova molti oggetti, tra cui anche una statua di argilla. Arrivato il clown lo invita a uscire, ma prima Bart si fa spiegare cos'è quella statua. Krusty racconta che tale statua era un golem, costruito da un rabbino ebreo. La statua, se avesse ricevuto dentro di sé un biglietto con su scritto un comando, lo avrebbe eseguito. Allora Bart incuriosito gli ordina di andare a casa sua a mezzanotte. Così facendo, ora il mostro lavora per Bart facendo qualche lavoretto, tipo difenderlo dai bulli, usare il preside come uno yo-yo (alla fine viene tagliato in due dalla corda a causa di uno strattone di troppo) ecc. Però Lisa, non convinta che al mostro piacesse fare quel genere di azioni, gli ordina di parlare. A questo punto il mostro parla e vomita tutti i bigliettini, rivelando che a lui non piace fare niente di quello che gli viene ordinato. Alla fine Marge costruisce per il Golem una statua, una ragazza di plastilina, con cui il Golem può convolare a nozze.
Ultimatum alla stupida Terra (The Day the Earth Looked Stupid)La storia è ambientata nel 1938. Una trasmissione radiofonica (Ispirata alla trasmissione omonima di Orson Welles) fa uno scherzo alla cittadina di Springfield, dicendo via radio che i marziani stanno per attaccare la città e conquistare il mondo. Gli abitanti, spaventati da tale comunicato, si rotolano nel fango per sembrare animali e sfuggire alla distruzione riservata agli umani. Alla fine scoprono che è tutto uno scherzo rimangono molto sfiduciati e diffidenti, tanto che quando arrivano veramente gli alieni, nessuno ci crede e molti vengono massacrati. Rimangono però sacche di resistenza, e l'episodio si chiude con un alieno che esce da un esoscheletro da combattimento commentando la situazione difficile della guerra, mentre sullo sfondo nella città distrutta si vedono esplosioni sparse. È un chiaro riferimento alla guerra in Iraq e all'occupazione americana di quel paese.

### Citazioni e riferimenti
Una vedova allegra ma non blob
- È un ovvio riferimento ai film Fluido mortale e Blob - Il fluido che uccide.
- Quando Homer è diventato come il blob, egli cammina per le vie della città al ritmo della famosa sigla dei Ghostbusters parodiando il verso all'omino dei marshmallow.

Devi sapere quando è il Golem
- Il golem è una figura della mitologia ebraica e del folklore medievale.
- Il golem obbedisce alla maniera del T-800 di Terminator 2 - Il giorno del giudizio
- La nascita del golem e il suo luogo di nascita sono parte della trama del libro Il cabalista di Praga.

Ultimatum alla stupida Terra
- La trasmissione radiofonica è ispirata alla trasmissione La guerra dei mondi di Orson Welles.
- Il titolo originale è una citazione dal film The day the Earth Stood Still (in italiano Ultimatum alla Terra)
- Alla fine dell'episodio, conquistata la Terra, Kang si lamenta con Kodos, sostenendo che l'invasione è costata molto ma non ha prodotto niente, e Kodos replica affermando che loro possiedono il cuore e i pensieri degli umani (mostrando letteralmente un cuore e un cervello umani) e che l'attacco alla Terra era necessario, poiché i terrestri nascondevano armi di distruzione di massa. Il riferimento è chiaramente la motivazione addotta da George W. Bush per giustificare l'invasione dell'Iraq.
- Nella scena in cui si vede la città distrutta dall'alto è presente la canzone I don't want to set the world on fire, questo è un riferimento alla serie di Fallout
- Prima della finta trasmissione radiofonica risuona alla radio la canzone Gloomy Sunday, riguardo a cui esiste una macabra leggenda metropolitana.

## La paura fa novanta XVIII
La paura fa novanta XVIII (Treehouse of Horror XVIII) è il diciottesimo special di halloween dei Simpson. È diviso in tre parti, come di consueto non collegate tra loro.

### Trama
IntroduzioneNell'introduzione appare Marge che spiega che Halloween è stato una settimana fa (chiaro riferimento alla data di trasmissione dell'episodio), ma a casa Simpson stanno ancora festeggiando. Mentre parla però viene continuamente tormentata di promo di varie serie televisive (Dr. House - Medical Division, 24, Prison Break). Alla fine perde la pazienza e uccide i personaggi delle pubblicità. Per liberarsi dei resti prepara un polpettone con le loro membra all'interno, che viene mangiato da Homer.
E.T. torna a casa (E.T., go home)Bart scopre Kodos nel giardino di casa, che dice di essere venuto in pace e Bart gli crede. Kodos chiede a Bart e Lisa di procurargli alcuni oggetti che gli servono per tornare a casa. Agenti della NASA vengono a casa Simpson per prendere l'alieno, ma Bart e Kodos riescono a scappare su una bicicletta. C'è un blocco dell'esercito ma Kodos li vaporizza con una pistola laser. Arrivati in un bosco Kodos attiva la macchina che ha costruito e crea un buco spazio temporale, dal quale escono degli alieni che vogliono invadere la Terra. Ma proprio in quel momento arriva un elicottero che stermina gli alieni. Homer, che è sull'elicottero, fa salire Bart. Bart mira su Kodos per ucciderlo ma non ce la fa, allora spara Homer. Ora vediamo la famiglia Simpson in un laboratorio del governo, mentre stanno per sezionare Kodos. Quest'ultimo dice che è ancora vivo e quindi sarebbe una vivisezione, ma Homer dice che non sopporta i saputelli e lo soffoca con un cuscino.
Mr. & Mrs. Simpson (Mr. & Mrs. Simpson)Homer e Marge sono in un ufficio dove parlano dei loro litigi e cominciano a raccontare. Il racconto parla di Homer e Marge che si trasformano in killer di professione: entrambi tengono il loro mestiere nascosto l'uno all'altro finché entrambi non saranno incaricati di uccidere la stessa persona (Kent Brockman). Allora entreranno in conflitto generando letteralmente un duro scontro a fuoco tra le loro mura domestiche, dove vengono interrotti dal Commissario Winchester (chiamato da Ned Flanders), che Marge prontamente uccide. I due trovano l'assassinio romantico e sentono rinascere l'amore l'uno per l'altra. Finito il racconto, si scopre che in realtà stavano parlando a Seymour Skinner, che li aveva chiamati per una marachella di Bart. Allora loro due uccidono Skinner con due pistole.
La casa dell'inferno (Heck House)Scocciato dagli scherzi di Halloween di Bart, Lisa, Milhouse e Nelson, Ned trasforma la Chiesa in una grande casa degli orrori. Non riuscendo a spaventare i ragazzi, chiede a Dio i poteri per farli spaventare, Dio glielo concede e Flanders si trasforma in Satana. Fa cadere i 4 ragazzi all'inferno e spiega loro come Springfield si è macchiata dei 7 vizi capitali, per poi farli ricadere su Springfield stessa. I ragazzi dicono di essere pentiti e vengono rispediti a Springfield. Ned torna normale e dice che chi ha visto questo speciale di Halloween finirà all'inferno.

### Citazioni e riferimenti
E.T. torna a casa
- È una parodia del film E.T..
- Bart sta guardando un programma che ricorda Ballando con le stelle.

Mr. & Mrs. Simpson
- È una parodia di Mr. & Mrs. Smith.
- Vi è una parte nel segmento dell'episodio in cui Homer e Marge stanno combattendo nel soggiorno per uccidersi, e sentendo il rumore, Bart e Lisa scendono nel soggiorno a chiedere cosa succede. I due consorti per nascondere ai figli la verità nascondono dietro la schiena i coltelli fingendo che non stesse accadendo nulla. È un omaggio al film Kill Bill: Volume 1 di Quentin Tarantino, durante il combattimento iniziale tra Uma Thurman e Vivica A. Fox.

La casa dell'inferno
- C'è un cameo di Spider Pork.
- I bambini mettono delle zucche su una strada e fanno sbandare un camion pieno di esplosivi che va a finire contro un hotel dove si sta svolgendo un meeting di repubblicani.
- I tre bulli Secco, Patata e Spada si sono fusi in un cane tricefalo, ovvia citazione del mostro mitologico Cerbero.

## La paura fa novanta XIX
La paura fa novanta XIX (Treehouse of Horror XIX) è il diciannovesimo special di halloween dei Simpson, diviso in tre parti, come di consueto non collegate tra loro. È andato in onda per la prima volta il 2 novembre 2008. Kang e Kodos appaiono solo nel terzo segmento, ma senza dialoghi.

### Trama
IntroduzioneNella scena d'apertura Homer tenta di votare per il senatore democratico Barack Obama nelle elezioni presidenziali statunitensi del 2008, ma la macchina per votare cambia il suo voto in uno per il senatore repubblicano John McCain. Dopo sei tentativi di voto falliti la macchina lo risucchia e lo uccide sputando fuori il suo cadavere su cui Jasper attacca l'adesivo 'I Voted'. A questo punto appaiono i titoli di apertura sotto le note di Hail to the Chief.
Parodia robotica senza titolo (Untitled Robot Parody)Bart acquista per Natale, in un negozio di giocattoli, una macchina per Malibu Stacy per Lisa. La macchina, però, è in realtà un robot che trasforma tutto ciò che è tecnologico in suoi simili. Ben presto Springfield viene invasa da robot che si combattono l'uno contro l'altro distruggendo la città. Marge, stanca di questi combattimenti, chiede a questi robot il perché si combattono. I robot rispondono che non se lo ricordano e decidono di allearsi per schiavizzare la Terra. Alla fine del segmento si vedono i robot che giocano a calcio balilla con gli abitanti di Springfield al posto degli Uomini.
Come fare carriera nella pubblici-morte (How to Get Ahead in Dead-Vertising)Homer e Marge decidono di lasciare Maggie in un centro per bambini. La bambina viene attratta dai disegni di Krusty il clown sul muro, ma il clown, in quel momento, decide di cancellare la sua faccia sui disegni. Questo suscita la tristezza di Maggie e la rabbia di Homer che, per tutta risposta, spinge Krusty. A causa di una serie di sfortunate coincidenze, il clown finisce nel pota-rami che lo uccide. Poco tempo dopo un gruppo di pubblicitari chiede a Homer di uccidere, in cambio di soldi, altre celebrità per poter sfruttare gratuitamente la loro l'immagine ed egli accetta. Intanto, nel paradiso delle celebrità, tutti sono stanchi di questi omicidi e scendono dal paradiso per vendicarsi contro coloro che li hanno uccisi. Alla fine Krusty uccide Homer sparandogli alla testa. Le celebrità però, risalendo in paradiso, vedono la porta bloccata da Homer. Così Homer si vendica e passa il suo tempo insieme ad Abramo Lincoln che gli palpa il sedere mentre se ne vanno a braccetto.
È la grande zucca, Milhouse (It's the Grand Pumpkin, Milhouse)Milhouse, in occasione di Halloween, decide di comprare una zucca, pensando che, nella notte, si trasformerà nella Grande Zucca. Però non succede e Milhouse viene deriso da tutti i suoi compagni. Allora egli desidera che venga, se esiste, la Grande Zucca. Le lacrime di dolore arrivano nelle radici della zucca che si trasforma. Milhouse, felice di vedere che la leggenda è vera, dà un dolce alla Grande Zucca. Quando però gli dice che il dolce è alla zucca, la Grande Zucca s'infuria e va per le vie di Springfield, mangiando tutti quelli che cavavano le zucche e che le mangiavano (fra questi c'è Homer). Poi si dirige verso la scuola, dove mangia Willie e Nelson. Milhouse, per rimediare all'errore che ha fatto, evoca un grande tacchino che sconfigge la Grande Zucca. Quando però il tacchino sente da Bart che gli uomini mangiano i tacchini, s'infuria e decide di mangiare i ragazzi della scuola. Alla fine del segmento si vede Marge che augura buon Halloween a tutti.

### Citazioni e riferimenti
Introduzione
- Si può notare una frase: "Yes, we Cain". Questa è una parodia del motto "Yes, we can" creato per la campagna elettorale del Presidente degli Stati Uniti Barack Obama, oltre che un riferimento al suo sfidante John McCain.

Untitled Robot Parody
- È una parodia di Transformers.

How to Get Ahead in Dead-Vertising
- La sigla in apertura del segmento è una parodia di quella della serie Mad Men.
- Si notano alcuni personaggi storici esistiti come Abramo Lincoln e George Washington.
- Lo spot che gli agenti pubblicitari mostrano ad Homer (Planet of the Taste, ovvero Pianeta del gusto) è un'esplicita parodia della scena finale de Il pianeta delle scimmie. Invece della Statua della Libertà, è presente una grande lattina di Buzz Cola al limone.

It's the Grand Pumpkin, Milhouse
- È una parodia di un episodio dei Peanuts (It's the Grand Pumpkin, Charlie Brown). Questo lo si può notare dalla grafica, dalla musica, dal comportamento di Homer, simile a quello del cane Snoopy, e dal fatto che Milhouse ha come amico una coperta.

## La paura fa novanta XX
La paura fa novanta XX (Treehouse of Horror XX) è il ventesimo special di halloween dei Simpson, diviso in tre parti, come di consueto non collegate tra loro.

### Trama
IntroduzioneI tradizionali personaggi dei film horror come il mostro di Frankenstein, la Mummia, l'Uomo Lupo e Dracula vagano per le strade di Springfield nella notte di Halloween. Dopo esser stati presi in giro da Spada (vestito come Venom di Spider-Man), Secco (vestito da Master Chief di Halo), e Patata (vestito come Joker), comprano nuovi e più moderni costumi da un negozio di Halloween (Dracula si veste come Iron Man, il mostro di Frankenstein come SpongeBob, la mummia come Jack Sparrow, e l'uomo lupo come Harry Potter). Successivamente vanno a una festa di Halloween per adulti da Homer e Marge, ma ben presto si presentano le loro mogli (che sono le versioni femminili dei mostri), arrabbiate con i loro mariti. Homer cerca di intervenire ma le mogli cominciano ad assalirlo e viene decapitato. La testa di Homer cade in una tazza di punch, quando una "X" appare su ognuno dei suoi occhi. "Treehouse of Horror" appare sugli occhi "XX", riassumendo "Treehouse of Horror XX", il titolo della puntata.
Componi "D" per delitto perfetto o premi "#" per tornare al menù principale (Dial "M" for Murder or Press "#" to Return to Main Menu)Questo segmento è in bianco e nero. Dopo essere stata inviata alla detenzione dalla signorina Hoover per non aver accettato una sua decisione, Lisa vuole vendetta. Bart le propone una vendetta incrociata. Lisa farà Knock, Knock, Ginger alla Caprapall e Bart farà lo stesso con la Hoover. Lisa pensa che questo significhi suonare il campanello a casa della Caprapall e scappare. Tuttavia, Bart rivela ben presto che voleva che lei uccidesse la signora Caprapall, come Bart ha ucciso la signora Hoover. Bart tenta di convincere Lisa ad uccidere la signora Caprapall con un taglierino, ma lei non cede. Poi tenta di uccidere Bart con un coltello, dopo che lui le mostra la testa decapitata di Skinner. Così comincia una scena di inseguimento, parodia di diversi film di Alfred Hitchcock, in particolare Io ti salverò e L'altro uomo (con un cameo di Alfred Hitchcock e la musica di Intrigo internazionale). L'inseguimento finisce su un carosello nel parco della scuola dove Lisa, con un coltello, uccide accidentalmente Bart. Alla fine del segmento, Lisa e la signora Caprapall se ne vanno sorridendo.
Non farti infartare, umanità (Don't Have a Cow, Mankind)Krusty il Clown introduce una nuova versione del suo Krustyburger, il Burger2, ottenuto da bovini che hanno mangiato altri bovini. Al momento di mangiare un hamburger in diretta televisiva, Kent Brockman diventa un morto vivente e comincia a mordere chiunque intorno a lui, innescando un'apocalisse zombie. 28 giorni dopo, Springfield diventa una città di zombi carnivori (di nuovo), con la famiglia Simpson tra i pochi sopravvissuti. Bart, stanco di mangiare frutta, scappa dalla sua casa barricata e mangia uno degli hamburger, ma risulta essere immune ai suoi effetti. Così, dopo aver telefonato al dottor Hibbert, i Simpson capiscono che Bart è il "prescelto" e deve raggiungere la "zona sicura". Grazie all'aiuto di Apu, essi raggiungono la zona sicura, in cui Bart viene adorato come un Messia. La gente pensa che mangiare Bart sia la soluzione al problema. I Simpson, però, pensano a un'altra soluzione: vaccinare la popolazione rimanente facendo fare a Bart il bagno nel cibo che la popolazione mangerà.
Non c'è business come il Boe business (There's No Business Like Moe Business)In stile musical di Broadway, Boe è solo e sconvolto dal fatto che non ha una fidanzata ed è invidioso quando vede Homer e Marge insieme. Quando Homer cade nello scantinato del bar ed è impalato da tubi, il suo sangue diventa l'ingrediente segreto nella nuova birra di Boe. Tutti amano questa nuova birra, dicendo che li fa sentire sicuri e accoglienti all'interno del suo bar. Boe utilizza questo a suo vantaggio e corteggia Marge, facendolo credere che Homer sia diventato gay. Così, Homer resosi conto della situazione emerge dallo scantinato, nonostante sia trafitto dai tubi, e, proprio mentre è sul punto di andare a letto con Marge, scaglia Boe nell'altra stanza. Alla fine, l'intero cast Simpson canta al pubblico (compresi Kang e Kodos). Questa è stata la prima volta nella storia della serie che i testi vengono adattati alla canzone.

### Citazioni e riferimenti
Dial "M" for Murder or Press "#" to Return to Main Menu
- Ci sono numerose parodie di film di Alfred Hitchcock come Intrigo internazionale, Io ti salverò, Psyco, L'altro uomo, e anche un riferimento al film La donna che visse due volte (in particolare l'effetto Vertigo).
- Il titolo è una parodia del film Il delitto perfetto (in inglese Dial M for Murder).
- A un certo punto dell'episodio, tra i crediti della puntata appare il nome di "Don 'He Will Knock 4 Times' Payne". Il titolo di mezzo è un riferimento alla puntata "Forest of the Dead" della quarta stagione di Doctor Who, in cui viene detta tale frase.

Don't Have a Cow, Mankind
- Ci sono riferimenti ai film 28 giorni dopo,a Io sono leggenda, a I figli degli uomini e al videogioco Resident Evil.
- Quando arriva Rainer Wolfcastle tra i masticoni, esclama la frase "Vieni via con me se vuoi vivere", tipico riferimento ai film Terminator e Terminator 2 - Il giorno del giudizio infatti tale personaggio è sempre stato una parodia di Arnold Schwarzenegger, che ha interpretato il ruolo di Terminator nei film.
- Quando Apu sfonda un muro scappando da Springfield su esso si può notare un cartello con la scritta "Biohazard", ovvio riferimento a Resident Evil

There's No Business Like Moe Business
- Il segmento è ispirato a Sweeney Todd.